# Jon Provost
Jon Provost (ur. 12 marca 1950 w Los Angeles) – amerykański aktor filmowy i telewizyjny.

## Filmografia
seriale
- 1950: The Jack Benny Program jako Timmy Martin
- 1954: Lessie jako Timmy Martin
- 1989: The New Lassie jako Steve McCullough

film
- 1953: So Big
- 1957: Escapade in Japan jako Tony Saunders
- 1966: Przeznaczone do likwidacji jako Tom
- 2013: Susie's Hope jako Senator Don Vaughan

## Wyróżnienia
Posiada swoją gwiazdę na Hollywoodzkiej Alei Gwiazd.